# Очень британский секс-скандал
«Очень британский секс-скандал» (англ. A Very British Sex Scandal) — драма 2007 года режиссёра Патрика Римса, снятая в телеформате.

## Сюжет
Фильм рассказывает историю Питера Уальдблада, британского журналиста, писателя и драматурга, который стал одной из первых публичных персон в Великобритании, открыто заявившей о своей гомосексуальности. В марте 1954 года Питер бы приговорён к 18 месяцам тюрьмы за мужеложство. На суде он не отрицал своих сексуальных связей с мужчинами, а отбыв срок заключения, написал книгу, в которой открыто заявил о себе как о гее. Это привело к судебным слушаниям, которые сыграли немаловажную роль в том, что в 1967 году гомосексуальность в Великобритании была декриминализирована.

## В ролях
| Актёр           | Роль                   |
| --------------- | ---------------------- |
| Мартин Хадсон   | Питер Уальдблад        |
| Сэм Юэн         | Эдвард МакНелли        |
| Харриет Исткотт | Мэри Коэн              |
| Николя ле Прево | Джон Уолфенден         |
| Карл Дэвис      | Джон "Джонни" Рэйнолдс |
| Барни Кливли    | Коронви Рис            |
| Роджер Баркли   | Стэн                   |
| Эрик Карте      | лорд Хэлшам            |
| Орландо Уэллс   | лорд Эдвард Монтегю    |